# 피트 파운틴

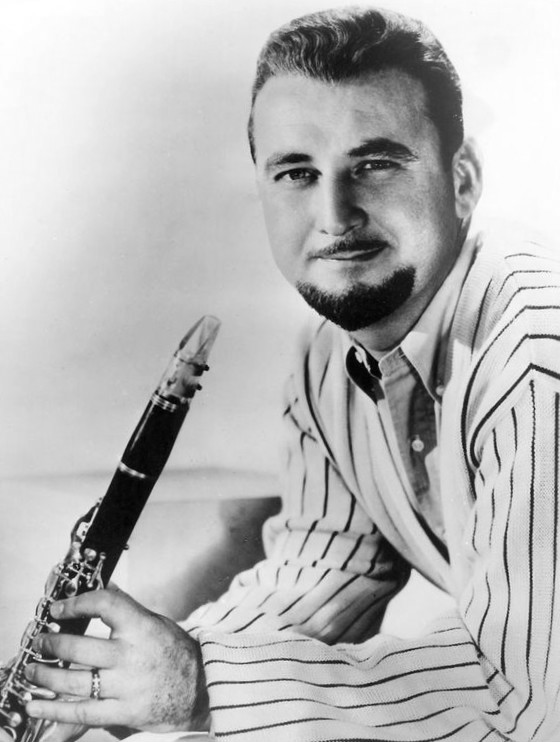
1962년

피트 파운틴(Pete Fountain, Pierre Dewey LaFontaine Jr., 1930년 7월 3일 ~ 2016년 8월 6일)은 미국의 재즈 클라리넷 주자이다.
딕실랜드 재즈와 무드 음악으로 파퓰러한 인기를 얻은 클라리넷 주자이다. 루이지애나주 뉴올리언스에서 태어났다. 부친도 재즈맨이었으며 1942년에 고교에서 클라리넷을 배우고 1948년부터 1954년까지 필지트 악단 등에 참가하였다. 그 후 자기의 소편성 악단을 이끌고 로렌스 웰크 악단과 함께 공연했다. 유머러스한 연주로 유명하다.
파운틴은 2016년 8월 6일 자신의 고향에서 심장마비로 사망했다. 심잘 질환으로 고통을 받았으며 그가 사망했을 당시까지 환자 보호 치료를 받고 있었다.